# Робин Кафалиев
Робин Любенов Кафалиев е български актьор, продуцент и режисьор. Изиграл е десетки роли на театралната сцена и в киното, в различни български и чуждестранни продукции, но е по-известен с разнообразни изяви от телевизионния екран. Той е дългогодишен автор и водещ на „Най-смешните животни и хора на планетата“ (13 сезона) – комедийно телевизионно предаване за домашни видеоклипове. Създател, актьор и режисьор на първото по рода си в България игрално филмово скеч шоу „Аламинут“ (10 сезона).

## Биография
Робин Любенов Кафалиев е роден е на 2 юни 1964 г. в Пловдив, в семейство на лекари. Женен, с едно дете. Завършва гимназия с преподаване на френски език в Пловдив. Като ученик се увлича от театър и музика и активно се включва в различни форми на театрални и музикални изяви. След двегодишна редовна военна служба следва 4 семестъра право в юридическия факултет на СУ „Св. Климент Охридски“.
През 1986 г. прекъсва и продължава образованието си във ВИТИЗ „Кръстьо Сарафов“, в класа на професор Николай Люцканов, с асистенти Маргарита Младенова и Здравко Митков. През 1988 г., още като студент Робин Кафалиев изиграва една от ролите във филма на Рангел Вълчанов „А сега накъде?“. По същото време започва да играе в театъра с актьори от ранга на Георги Парцалев, Стоянка Мутафова, Петър Слабаков, Никола Анастасов и Васил Попов. След дипломирането си заминава за театралния фестивал в Авиньон и прави опит да се установи като актьор във Франция, но скоро се завръща в София. До края на 90-те работи паралелно в няколко области – театър, кино, радио, дублажи и други. От 2000 г. се преориентира основно към телевизия.

## Кариера

### Театър
От 1990 до 2000 г. Робин Кафалиев работи като актьор в първата частна театрална формация „Алтернатива“. По това време създава контакти с колегите си от трупата (Йордан Господинов, Атанас Бончев (тогава стажант), Нина Нейкова, Калин Сърменов и други), като продължава през годините да работи съвместно с голяма част от тях.
Играе в редица постановки на театралните режисьори Здравко Митков, Елена Цикова, Николай Ламбрев, Лилия Абаджиева и др., заедно с актьори като Георги Русев, Коста Цонев и др. Преподава във ВИТИЗ, катедра „Сценична реч“ до 1994 г.

#### Кино и електронни медии
В средата на 90-те години Робин Кафалиев започва да работи и в киното, предимно като асистент-режисьор на френскоезични продукции, по-късно и като актьор. Оттогава до днес е участвал в десетки игрални филми – български, френски, руски и американски продукции. От 1994 до 2001 г. е и аниматор, а впоследствие – програмен директор в „Радио 99“ (по-късно применувано на „Радио Контакт“ към RTL Group). В дублажа озвучава стотици филми, предимно за БНТ и bTV.

#### Телевизия
През 1998 г. Робин Кафалиев става водещ на развлекателната игра „Без думи“ (по БНТ1, в ефир до 2000 г.). Това е първата му по-сериозна изява в света на телевизията. В края на 2000 г., по току-що създадената първа национална частна телевизия bTV, той стартира като водещ и автор на предаването за домашни видеоклипове „Най-смешните животни на планетата“ (от 2002 г.: „Най-смешните животни и хора на планетата“). Шоуто остава в ефир 13 години.
От началото на 2003 г. е режисьор и изп. продуцент на развлекателно шоу със скрити камери „Без думи“, впоследствие „Без дрехи“ (в ефир до 2012 г.). До 2007 г. реализира телевизионни забавно-развлекателни продукти за bTV по различни празнични поводи („On air“, „Смешната стара година“, „Звездна нощ“ – 1 и 2, „Европчаните“ и др.).
През 2005 г. Робин Кафалиев, като продуцент и режисьор, създава първото за българския телевизионен ефир игрално филмово скеч шоу „Аламинут“ (10 сезона).
В периода 2007 – 2010 г. Робин Кафалиев реализира и друг телевизионен продукт: „Форт Бояр“ – приключенска риалити игра с дълга история. Форматът е стартиран във Франция още през 1990 г. По предложение на българския продуцент домакините се съгласяват да внесат някои по-модерни промени в регламента, включително противопоставяне на два отбора във всеки епизод. Създадената тогава интернационална версия „Форт Бояр – 3 нации“ е предназначена и за ефира на FOX в Сърбия и Турция – двете държави отказват участие в третия сезон. Тогава Робин Кафалиев заснема единственото самостоятелно (и последно) изцяло българско издание на „Форт Бояр“.

## Филмография
| Година      | Филм                                                                                               | Режисьор            | Официална премиера |
| ----------- | -------------------------------------------------------------------------------------------------- | ------------------- | ------------------ |
| 1987        | „А сега накъде?“                                                                                   | Рангел Вълчанов     | 1988               |
| 1993 – 1995 | Полицаи и престъпници – 3 серии                                                                    | (във 2-ра „Трафик“) | 1995               |
| 1994        | Les Nuiteux (Нощни хора) – TV France 3                                                             | Josée Dayan         | 1995               |
| 1994        | Le Montreur de boxe (Lucky punch)                                                                  | Dominique Ladoge    | 1996               |
| 1994        | Les Sagards – Le Montreur de boxe (Lucky punch) - StudioCanal, Canal+, France 3 Cinema – тв.версия | Dominique Ladoge    | 1997               |
| 1995        | Pasteur, cinq années de rage – TV France                                                           | Luc Béraud          | 1995               |
| 1996        | Hors Limites – Mariages à la bulgare – TV France                                                   | Dennis Berry        | 1997               |
| 1996        | Hors Limites – ep. Le piège                                                                        | Dennis Berry        | 1997               |
| 1997        | La grève – М6                                                                                      | François Labarthe   | 1997               |
| 1997        | Un camion pour deux – TV France 3                                                                  | Dominique Tabuteau  | 1998               |
| 1998        | Est-Ouest (Изток-Запад) – UGC YM, France 3 Cinema                                                  | Régis Wargnier      | 1999               |
| 2001        | On air – тв филм / bTV                                                                             | М.Маринов, Й.Банков | 2001               |
| 2002        | Comment devient-on capitaliste? – France 2                                                         | Christiane Spiero   | 2003               |
| 2003        | Capone (Pur sang) – Arte & YLE                                                                     | Jean-Marc Brondolo  | 2004               |
| 2003        | Commissaire Moulin – ep. Un beau mec                                                               | Yves Rénier         | 2004               |
| 2004        | La peine d'une mère – France 2                                                                     | Gilles Béhat        | 2004               |
| 2005        | Submerged – Nu Image / Columbia TriStar / RTL                                                      | Anthony Hickox      | 2005               |
| 2006        | А днес накъде – Art Fest                                                                           | Рангел Вълчанов     | 2007               |
| 2007        | Европчаните – тв филм / bTV                                                                        | Робин Кафалиев      | 2007               |
| 2008        | Avocats et associés – ep. Un enterrement de vie de jeune fille                                     | Alexandre Pidoux    | 2010               |
| 2009        | В търсене на Коледата (Може би) – тв филм / bTV                                                    | Робин Кафалиев      | 2008               |
| 2009        | „Аламинут“ пътува из Европа – тв сериал, 12 епизода / bTV                                          | Робин Кафалиев      | 2010               |
| 2010        | J'étais à Nuremberg – France télévisions / TV5 Monde                                               | André Chandelle     | 2011               |
| 2011        | Аламинут 007 – тв сериал, 7 епизода / bTV                                                          | Робин Кафалиев      | 2012               |
| 2012        | Иван Поддубный – Студия „ТРИТЭ“ Никиты Михалкова/ВГТРК                                             | Глеб Орлов          | 2014               |
| 2014        | На границата – френски войник в III еп. Предвестникът – БНТ                                        | Станимир Трифонов   | 2014               |
| 2015        | Лабиринти на любовта („Лабиринты любви“) – България, Русия                                         | Владимир Щерянов    | 2016               |

## Театрални постановки
- 1986 – „Жълтата къща“ – Дончо Цончев; реж. Стефан Делев
- 1987 – „Златният храм“ – Уилям Голдман; реж. Явор Спасов
- 1988 – „Обичате ли човешко“ – Мирон Иванов; реж. Здравко Митков
- 1989 – „Зойкина квартира“ – Михаил Булгаков; реж. Николай Люцканов
- 1990 – „Кукленикът“ – рок опера по адаптация на Здравко Митков; реж. Здравко Митков
- 1990 – „Ромео и Жулиета“ – Уилям Шекспир; реж. Владимир Прахчаров
- 1991 – „Алиса в огледалния свят“ – Луис Карол; реж. Здравко Митков
- 1992 – „Рейс“ – Станислав Стратиев; реж. Здравко Митков
- 1992 – „Службогонци“ – Иван Вазов; реж. Калин Сърменов
- 1993 – „Картофена игра“ – Жорж Перек; реж. Мариан Клеви
- 1993 – „Кандид“ – Волтер; реж. Елена Цикова
- 1994 – „Смъртта на д-р Фауст“ – Мишел дьо Гелдерод; реж. Николай Ламбрев
- 1996 – „Женитба“ – Николай Гогол; реж. Л. Абаджиева
- 1998 – „Пубер“ – адаптация от полски Д. Горанов; реж. Димитър Горанов
- 1999 – „Двамата Менехмовци“ – Аристофан; реж. Пламен Кьорленски
- 2018 – „Любовта – това съм аз“ – Себастиен Тиери; реж. Андрей Калудов
- 2018 – „Бразилски нощи“ – Жоржи Амаду; реж. Андрей Калудов
- 2019 – „Аламинут на живо“ – реж. Робин Кафалиев
- 2019 – „Два билета за Париж“ – автор Христо Христов; реж. Робин Кафалиев
- 2020 – „Приятно ми е, Бранислав Нушич!!!“ – реж. Андрей Калудов
- 2020 – „Смешно отделение“ – Ерик Чапъл; реж. Робин Кафалиев
- 2020 – „Джакпот“ – реж. Андрей Калудов
- 2021 – „Парен каша духа“ – автори Христо Христов и Рени Христова; реж. Робин Кафалиев

## Телевизионни продукти
| Години от / до | Предаване                                                                             | Дейност                                |
| -------------- | ------------------------------------------------------------------------------------- | -------------------------------------- |
| 1998 – 1999    | „Без думи“ – тв игра, 32 епизода / БНТ1 & ex.SIA                                      | сценарист и водещ                      |
| 2000 – 2002    | „Най-смешните животни на планетата“ – тв шоу с домашни видеоклипове, 68 епизода / bTV | автор и водещ                          |
| 2002 – 2013    | „Най-смешните животни и хора на планетата“ (разширена версия) – 510 епизода / bTV     | изп.продуцент, автор, водещ            |
| 2003 – 2008    | „Без думи“ – тв шоу скрита камера, 142 епизода; bTV                                   | изп.продуцент, сценарист, режисьор     |
| 2000 – 2004    | Ежегодна развлекателна Новогодишна програма на БТВ / bTV                              | изп.продуцент, автор, режисьор         |
| 2005 – 2009    | „Аламинут“ – филмово скеч шоу (версия 30 мин.), 112 епизода / bTV                     | продуцент, сценарист, режисьор, актьор |
| 2006 – 2008    | „Рекордите на Гинес“ – тв шоу, ентъртеймънт, 60 епизода / bTV                         | продуцент                              |
| 2007 – 2009    | „Форт Бояр“ – три нации“– тв риалити игра, 30 епизода / bTV & FOX Ser & FOX Tr        | продуцент, режисьор                    |
| 2008 – 2012    | „Без дрехи“ – тв шоу софт-еротична скрита камера, 128 епизода / bTV                   | продуцент, сценарист, режисьор         |
| 2009 – 2010    | „Форт Бояр“ – България ТВ“ – тв риалити игра, 14 епизода / bTV                        | продуцент, режисьор                    |
| 2009 – 2010    | „Аламинут пътува из Европа“ – комедийна поредица, 12 епизода / bTV                    | продуцент, сценарист, режисьор, актьор |
| 2010 – 2011    | „Таблоид“ – обзорно развлекателно предаване, 18 епизода / bTV                         | продуцент                              |
| 2010 – 2011    | „Аламинут 6“ – 60-минутно филмово скеч шоу, 30 епизода / bTV                          | продуцент, сценарист, режисьор, актьор |
| 2011 – 2012    | „Аламинут 007“ – сериал, 7 епизода / bTV                                              | продуцент, режисьор, актьор            |
| 2012 – 2014    | „Welcome to Bulgaria“ – комедийна поредица, 54 епизода / bTV                          | продуцент, сценарист, режисьор, актьор |
| 2013 – 2014    | „Ново поколение“ – комедийна поредица, 24 епизода / bTV                               | продуцент, сценарист, режисьор, актьор |